# Ailbhe Smyth
Ailbhe Smyth (1946) is een Iers academicus, feminist en lesbisch activist. Ze was de oprichter en directeur van de Women's Education, Resource and Research Centre (WERRC), University College Dublin (UCD).

## Activistisch werk
Smyth begon haar betrokkenheid bij het activisme in de jaren 1970 tijdens haar studie, als onderdeel van de vrouwenbeweging. Zij was het hoofd van de afdeling vrouwenstudies aan het UCD van 1990 tot 2006 en werkt nu zelfstandig.
Smyth was woordvoerder van de coalitie om het (Ierse) Achtste Amendement (wet die abortus verbiedt) af te schaffen en zo legalisering van abortus in Ierland mogelijk te maken. Tijdens het Ierse nationale referendum over dit onderwerp in 2018 was zij co-directeur van de Together for Yes-campagne, die afschaffing nastreefde. Dit doel werd met een ruime meerderheid bereikt. In 2019 werd ze door TIME opgenomen in de lijst van 100 meest invloedrijke personen. Ze is tevens oprichter en lid van Marriage Equality, actief bij het Feminist Open Forum, een organisator voor Action for Choice, bestuurslid van Equality and Rights Alliance en voormalig voorzitter van de National LGBT Federation. Smyth ontving de 'Lifetime Achievement' award van de Galas in 2015, een lgbt prijs uitreiking in Ierland.